# 李相佰
李 相佰（イ・サンベク、1904年8月6日 - 1966年4月14日）は、朝鮮（大韓帝国）に生まれ、日本および大韓民国で活動した歴史学者・社会学者、バスケットボール選手・指導者。
早稲田大学に留学、日本における黎明期の大学バスケットボール選手となり、スポーツ理論・競技技術の普及や、スポーツ組織の結成・運営に大きな足跡を残した。戦後の韓国においてもスポーツ界の重鎮として活動、国際オリンピック委員会（IOC）委員を務めた。学生バスケットボールの日韓対抗戦である李相佰盃に名を残している。また、学者としてはソウル大学校教授を務め、歴史学・社会学に業績を残している。号は想白（サンベク/상백、発音は本名と同じ）、百無一斎。日本のスポーツ史では、バスケットボール指導書『指導籠球の理論と実際』（1930年）をはじめとしたスポーツに関する論考を李想白（り・そうはく/イ・サンベク）名義で発表したことから、この表記で言及されることもある。

## 生涯

### 生い立ち
1904年（光武7年）8月6日、慶尚北道大邱（現在の大邱広域市）において、父の李時雨、母の金慎子の間に、4人兄弟の三男として生まれる。長兄の李相定 (ko:이상정 (1897년)) は独立運動家、次兄の李相和は民族詩人、末弟の李相旿 (ko:이상오) は著述家として名を残すことになる。相佰は生まれた翌年の1905年に父を亡くし、伯父の李一雨によって育てられた。
李家は大邱の名門にして富豪である。相佰らの祖父にあたる李東珍（이동진）は、私財を投じて大邱に「友弦書楼」（우현서루）を開設し、男女や身分を問わずに生徒を受け入れた。当初は漢学を教えていたが、のちには教員を招聘し、数学・歴史・国語（朝鮮語）・英語・日本語を教える新式学校に発展した。
相佰は友弦書楼で漢学を学んだあと、1915年に大邱高等普通学校を卒業した。スポーツへの興味は少年時代にはじまっており、日本で購入した野球用品で野球を楽しんでいたという。高等普通学校時代には長身投手として速球を投げたほか、テニスも上手で、学校の代表として大会に出場するほどであった。

### 青年期の活動
その後李相佰は日本に渡り、早稲田大学第一高等学院（現在の早稲田大学高等学院・中学部）を経て、1923年に早稲田大学文学部社会哲学科に入学した。
早稲田第一高等学院では、1920年に浅野延秋が「バスケットボール同好会」を始めた。第一高等学院で李相佰ははじめ軟式庭球部に属していたが、バスケットボール同好会にも参加するようになり、以後バスケットボールと関わっていくことになる。
李相佰の身長は180cmを超え、かなりの長身であった。1923年に早稲田大学で正式に発足したバスケットボール部に参加。日本最初の大学バスケットボールチームで、李相佰はセンターを務めた。1924年に初めて開催された明治神宮競技大会（第1回明治神宮競技大会）では東京代表として出場し、優勝した。
1924年、全日本学生籠球連合（現在の関東大学バスケットボール連盟の前身）の結成に関わった。1927年、早稲田大学文学部社会哲学科を卒業。早稲田大学大学院に進学して東洋学・社会学を学んだ（1930年に修士課程を修了）。また、早稲田大学東洋思想研究所で研究員を務めた。日本での在学・研究中にも頻繁に京城と日本を往来、朝鮮の学界で学者たちと交流しており、震檀学会（1934年結成）の結成準備に参加しその会員となった。
1927年の大学卒業後、母校のバスケットボール部監督も引き受けた。バスケットボール強化のためには本場アメリカで学ばなければならないと、政治家の冨田幸次郎（バスケットボール部主将冨田毅郎の父）を説得して遠征費用を調達し日本の学生バスケットボールチームとして初めて米国本土に遠征した。李相佰は英語の発音こそ「典型的な日本式」であったというが文法に問題はなく、ジェームズ・ネイスミスやフォレスト・クレア・アレンと書信をやりとりした。遠征からの帰国後、各大学のOBを集めて「フェニックスクラブチーム」を組織した。
大学在学中から競技理論・競技規則の確立に関心を持ち、1930年にはバスケットボールの指導書として『指導籠球の理論と実際』を出版（著者名義は李想白）。総論、個人の基礎技術と指導、団体競技論などからなる大部の書籍（619ページ）であるが、写真と説明図を多用した。この書籍は当時のバイブル的な存在になり、日本のバスケットボール技術向上に寄与した。このほか、大日本体育協会の『アスレチックス』や大日本バスケットボール協会機関誌『籠球』に、技術や戦術を扱った多くの論稿を発表した。李相佰みずから指導者育成のために全国に赴き、その理論を行き渡らせたと評される。
1930年9月30日、大日本バスケットボール協会設立に際しては発起人の一人となり主導的な役割を演じる。それまでバスケットボールは、大日本体育協会（現在の日本スポーツ協会の前身）の薬師寺尊正が運営を任されていたが、ここから李相佰らが独立する形となった（形式の上では、大日本体育協会の下に大日本バスケットボール協会が作られることとなった）。大日本バスケットボール協会設立は「YMCAのバスケットボール」から「学生らのバスケットボール」への完全移行を示すものとされる。李相佰は大日本バスケットボール協会の規則委員と編纂委員を務めるとともに、審判委員と競技委員にも関わった。
李相佰は1931年に大日本体育協会の常務理事に就任。また、東京オリンピック大会の招致委員・準備委員を務め、アメリカ、イギリス、ドイツ、フランス、スウェーデン、ポーランドなどを訪問した。
1932年には、ロサンゼルスオリンピックの日本選手団の役員となる。この時期、李相佰は日本体育協会と日本オリンピック委員会を通じ、バスケットボールのオリンピック正式種目採択運動を展開した。これは、アメリカのバスケットボール関係者による運動（1929年頃より、フォレスト・アレンらが関わっていた全米バスケットコーチ協会（NABC）らが展開していた）を後援することとなった。大日本バスケットボール協会としては、1940年東京オリンピックにバスケットボールを公式種目として実現させることが目標に置かれていた。
1935年には、大日本体育協会専務理事に就任した。1936年にはベルリンオリンピックの日本代表選手団総務としてベルリンに赴いた。ベルリンオリンピックは、バスケットボールが正式種目となった初めての大会で、李相佰は（竹崎道雄とともに）審判員を務めた。バスケットボールにおいて日本人（日本の国籍を有する者）が国際審判員を務めた最初のケースとされる。
1937年に日中戦争が勃発すると、スポーツを巡ってもさまざまな影響が出た。大日本体育協会理事としての李相佰は、極東選手権競技大会解散後これに代わる日本主導の総合競技会開催（東亜競技大会参照）に対しては反対の急先鋒となる一方、バスケットボール単独で東洋選手権大会開催にあたった。
1939年（7月）から1941年にかけて早稲田大学在外研究員として、日本占領下の中国（北京）に派遣され、東洋学を研究した。この時期には、占領地での文化工作の一環としてのスポーツの有用性を訴える文章を発表してもいる。
1940年に行われた創氏改名では、最後まで日本風氏名に改名しなかった。1940年12月、大日本バスケットボール協会が行った創立10周年記念式典で功労者として表彰された。
1944年10月、呂運亨が結成した地下独立運動団体である建国同盟 (ko:건국동맹) に参加した。

### 光復後の活動
光復直後、呂運亨の建国準備委員会に加わって活動した（なお、呂運亨は解放後に再建された朝鮮体育会（のち大韓体育会）の会長に就任した）。建国準備委員会の解散後は、特に政治的立場表明はしていない。1948年、単独政府樹立論・南北交渉論が台頭したときには、単独政府樹立を支持した。

#### スポーツ分野での活動
1945年9月に、朝鮮体育同志会を結成して会長に就任。これはベルリンオリンピック参加者を中心とした団体で、本格的なスポーツ団体の組織と体育競技活性化のために努力した。同年12月、朝鮮体育会常務理事となった。李相佰は国際オリンピック委員会（IOC）加入を目指して活動。1946年に設立された朝鮮オリンピック委員会（のち大韓オリンピック委員会、KOC）設立メンバーとなり、朝鮮体育会理事長に就任した。
1948年ロンドンオリンピックに初めて出場した韓国選手団の団長を務めた。朝鮮戦争下の1951年には大韓体育会副会長に就任、1952年ヘルシンキオリンピックでは総監督として韓国代表選手団を率いた。また、大韓オリンピック委員会（KOC）のアジア競技連盟（AGF）加盟を果たし、1954年のマニラ・アジア大会では組織委員長を務めた。
以後も、1956年メルボルンオリンピック、1960年ローマオリンピックでは代表選手団団長などとして、選手団を率いて海外に遠征した。1964年、大韓体育会長・大韓オリンピック委員会委員長（ともに1966年まで）。同年、国際オリンピック委員会（IOC）委員に選出（韓国出身のIOC委員は李起鵬に次ぎ2人目）。1964年東京オリンピックでも選手団長として派遣された。

#### 学術分野での活動
1945年（1946年とも）に京城大学（ソウル大学校の前身）文理科大学教授に就任。1947年にソウル大学文理科大学社会学科の創設を主導、主任教授となり、死去まで在任した。大学では国史・近代史のほか、社会学史、韓国社会論などの講義にあたった。1955年にソウル大学から文学博士号を授与された。
歴史学分野においては、高麗末期から朝鮮王朝建国期・前期の政治・社会の研究を行った。朝鮮王朝の庶子差別をめぐる「서얼차대의 연원에 대한 일문제（庶孽差待の淵源に関する一問題）」を1934年に『震檀学報』創刊号で発表したのを皮切りとして、「삼봉인물고（三峰人物考）」、「이조 태조의 사전개혁운동과 건국 후의 실적（李朝太祖の私田改革運動と建国後の実績）」、「위화도회군고（威化島回軍考）」、「우창비왕설에 취하여（禑昌非王説について）」、「고려말 이조초에 있어서의 이성계 일파의 전제개혁운동과 그 실적（高麗末李朝初における李成桂一派の田制改革運動とその実績）」、「재가금지습속의 유래에 대한 연구（再嫁禁止習俗の由来に関する研究）」などの論文がある。歴史学分野での主著には『조선 문화사 연구 논고（朝鮮文化史研究論考）』、『이조 건국의 연구（李朝建国の研究）』など。また震檀学会編纂の『韓国史』近世前期編・近世後期編の編集を担当した。
論文のうち「禑昌非王説について」は、高麗末期の禑王と昌王が王族の血を引いていないという主張（朝鮮王朝が編纂した正史『高麗史』では、高麗末期に権力を揮った僧辛旽の子や孫であるとしている）の虚構性を論証し、朝鮮王朝を建国した勢力が流布したものであると結論した。「三峰人物考」では鄭道伝（三峰はその号）が「逆賊」とされたのは、彼自身の誤りもあるものの、政敵によって一方的な非難を浴び否定的な面だけが強調されてきたためと主張し、話題となった。
社会学分野では、韓国での社会学の発展に寄与し、大学の講義と教養誌・学術誌を通じて社会に普及した。1957年韓国社会学会の創立に参加し、会長を2期務めた。社会学を研究するために基礎資料として統計調査とアンケートを採用し、統計学にも関心を示した。「질서와 진보（秩序と進歩）」、「중간계급의 성격（中間階級の性格）」などの論文があり、欧米の社会学の紹介のためロベルト・ミヒェルスの『政治社会学』などを翻訳出版した。彼の社会学は、主に欧米の古典的な社会学理論に基づき、その理論を韓国社会に適用して理解しようと努力した。社会調査にも関心を傾け、農村・都市・社会階層などに関するいくつかの調査研究を行った。この分野では黄海岸の島々に関する調査報告書である『서해도서（西海島嶼）』を執筆している。韓国社会史研究の先駆者と評価される。
国家公務員採用試験の出題委員として国史・文学の分野を担当したほか、中央公務員訓練院顧問教授、大韓民国学術院会員、教授資格審査委員会委員、国史編纂委員会委員、3・1文化賞審議委員会委員、東方文化研究所委員など多くの公職・社会団体の役職を務めた。1961年6月には5・16軍事政変以降軍政組織再建国民運動本部中央委員会の委員の一人として委嘱された。
作家・随筆家としても活動した。旅行好きであり、若いころから国内の名勝旧跡や世界各地をめぐった紀行文を残した。考古美術の面にも造詣があり、ソウル大学校博物館長、国宝・旧跡・名勝・天然記念物保存委員、国立博物館審議委員などを歴任した。

### 晩年
1963年、建国勲章および文化勲章大統領章を受章。
晩年、彼は国学・東洋学の研究を目的として、ソウル大学校に東亜文化研究所を設立し、初代所長を務めた。若いころから古書店・各種書店を巡ることを趣味とし、朝鮮や中国の古活字本など珍しい書籍を蒐集するのが趣味であったが、晩年には蒐集した本をソウル大学校中央図書館に寄贈して想白文庫を設けた。
1966年4月3日、大学の研究室で突然倒れ、ソウル大学校病院に入院。4月14日、心筋梗塞により死去。

### 死後
葬儀はソウル大学校文理科大学・韓国社会学会・震檀学会・大韓体育会・大韓オリンピック委員会の5団体が主管する連合葬として行われ、慶尚北道達城郡花園面（現在の大邱広域市達城郡花園洞）の家族墓地に埋葬された。1周忌に建立された墓碑の碑文は国文学者李熙昇 (ko:이희승) が起草し、文字を李基雨が書した。
死後、大韓民国政府は国民勲章牡丹章を追贈。1966年8月、日本政府は勲三等旭日中綬章を追贈した。1970年12月、大韓民国政府は国民勲章無窮花章を追贈した。
1976年、李相佰の10回忌を記念して、早稲田大学のバスケットボールチームを韓国に招待し大会が開かれた。これを継承する形で、日韓の学生バスケットボール対抗戦である李相佰杯争奪日韓学生バスケットボール競技大会が設けられ、1978年以来開催されている。
2019年3月31日に有志団体の日本バスケットボール殿堂は最初の掲額者として、李相佰（名義は李想白）を大森兵蔵とともに選出した。

## 家族・親族
本貫は慶州。李相佰は4人兄弟の三男であるが、兄弟はいずれも日本に留学を経験し、それぞれの分野で名を残した。長兄の李相定 (ko:이상정 (1897년)) （1897年 - 1947年）は朝鮮独立運動に身を投じ、大韓独立軍に参加（のち中華民国国民革命軍に編入）。その妻の一人権基玉は女性飛行家として知られる。次兄の李相和（1901年 - 1943年）は民族詩人として著名である。末弟の李相旿 (ko:이상오) （1905年 - 1969年）は、法政大学卒業後にハンターとして知られるようになった人物で、狩猟や野生動物に関する著述家となった。
生家は名家であり、姻戚には崔南善や朴重陽がいる。初期の女子バスケットボール選手である尹徳珠（1921年 - 2005年）は、従姉の娘である。高等女学校でバスケットボールに触れた尹徳珠は、結婚・出産後も競技を続け、戦後はアジアバスケットボール連盟や国際バスケットボール連盟（FIBA）の女子委員会委員長、大韓体育協会副会長・名誉会長など、スポーツ界の役職を務めた。2007年にはFIBA殿堂に功労者として名を連ねた。